# MACS J1423.8+2404
MACS J1423.8+2404 è un ammasso di galassie situato in direzione della costellazione del Boote alla distanza di oltre 5,1 miliardi di anni luce dalla Terra (light travel time).
È stato uno dei 25 ammassi di galassie studiati con il Telescopio spaziale Hubble nel corso di una campagna di osservazioni denominata Cluster Lensing And Supernova survey with Hubble (CLASH) nel corso di un periodo di tre anni e mezzo (2010-2013).
L'effetto di lente gravitazionale ha permesso di rilevare l'immagine amplificata di una galassia distante situata alle spalle dell'ammasso con un redshift, calcolato con metodo fotometrico, di z = 2,53 (light travel time: 11,108 miliardi di anni luce; distanza comovente: 19,484 miliardi di anni luce).